# MTV 90s
MTV 90s es un canal de televisión por suscripción operado por Paramount Networks EMEAA que presenta videos musicales de la década de 1990. Reemplazó a MTV Rocks el 5 de octubre de 2020 a las 5:00 AM CET. El canal está disponible en Europa, Oriente Medio, África del Norte y Sudeste Asiático.

## Historia

### Antes del lanzamiento
El 30 de noviembre de 2004, VH1 Classic Europe presentó un programa con videos musicales de los 90 llamado Smells Like The 90s después del lanzamiento de este canal. En diciembre de 2005, VH1 Classic Europe presentó programas temáticos con clips de los años 1990:
- The 90s Alternative - Videos alternativos y oscuros de los 90.
- The 90s Chilled - Clásicos relajados y relajantes de los 90.
- The 90s Danced - Pistas clásicas de baile y electrónica de los 90.
- The 90s Partied - Éxitos de fiesta de los 90.
- The 90s Popped - Música pop de los 90.
- The 90s Rocked - Música rock de los 90.
- The 90s Years - Una selección de videos musicales de un año en particular de los 90.

El 1 de julio de 2012, VH1 Classic Europe cerró los programas temáticos con vídeos musicales de los años 1990. En abril de 2015, presentó un maratón de videos musicales de los 1990, Nothing But The 90s, que se lanzaba cada tres semanas, los fines de semana. El 9 de enero de 2018, apareció otro programa llamado 90s Boys vs 90s Girls. A finales de junio de 2018, finalizó el programa 90s Boys vs 90s Girls, y en septiembre de este año la maratón de videos musicales de los años 1990  Nothing But The 90s. La última edición del programa con videos musicales de los años 90 Smells Like The 90s se mostró el 19 de septiembre de 2020, en relación con la transición a la transmisión ininterrumpida de un nuevo canal de música con videos musicales de los años 1980 llamado MTV 80s en la frecuencia de VH1 Classic Europe. El último video al final del último lanzamiento de este programa fue "Only Happy When It Rains" de la banda estadounidense "Garbage".[cita requerida]

### Después del lanzamiento
Del 27 de mayo al 24 de junio de 2016, MTV 90s se emitió en modo de prueba en la frecuencia de MTV Classic UK (teniendo en cuenta los anuncios de "MTV UK", y el programa de televenta de 3:00 a 6:00 hora de Londres).
Desde el 5 de octubre de 2020, MTV 90s emite las 24 horas en la frecuencia que antes era de MTV Rocks Europe. El primer video de MTV 90s fue "I Will Always Love You" de Whitney Houston a las 5:00 CET. Mientras que su segundo Vídeo Musical fue New Order "True Faith"
El 31 de marzo de 2022, se lanza MTV 90s en el Reino Unido, en reemplazo de MTV Base. Y su primer video fue "Say You'll Be There" de Spice Girls a las 5:00 CET.

## Formato
Desde su lanzamiento, MTV 90s ha estado transmitiendo el formato del canal de música británico Now 90s. A diferencia del canal Now 90s, MTV 90s transmite sin anuncios ni publicidades comerciales.

## Programación

### Programación habitual
- Ultimate 90s Playlist [Todos los días]:[2] Transmite varias canciones de los 90 de distintos géneros.
- 90s Mixtape! [Todos los días][2]: Transmite varias canciones de los 90 de distintos géneros.
- Usa Hitlist! (Anteriormente conocido como Usa Hitlist 90-99) [Lunes][2]: Transmite canciones de artistas que provienen del país norteamericano.
- Saved by The 90s! [Lunes y Viernes][2]: Transmite varias canciones de los 90 de distintos géneros.
- Boys vs Girls: 90s Hits! [Lunes y Miércoles][2]: Transmite una canción interpretada por un cantante o un boy band y luego por una cantante o un girl group así sucesivamente.
- Mmm Bop! Perfect Pop [Martes, Miércoles y Domingo][2] (Anteriormente conocido como Mmm Bop! Perfect 90s Pop): Transmite canciones mayormente del género pop.
- 2 For 1: 90s Double Drop! [Martes][2]: Transmiten generalmente 2 canciones de un mismo artista.
- Girl Power Hour [Todos los días excepto Jueves][2]: Transmite canciones interpretadas por mujeres (Sean solistas o girl groups)
- Non-stop Europop! [Miércoles][2]: Transmite canciones de los géneros europop y eurodance.
- YO MTV! 90s Rap & R'n'B [Jueves y Viernes][2]: Transmite canciones mayormente de los géneros rap, r&b y hip hop.
- Alternative Nation [Lunes y de Miércoles a Viernes][2]: Transmite mayormente canciones de rock y similares como grunge, metal y britpop; aunque a veces transmite exponentes del rave y techno como The Prodigy o Underworld.
- MTV 90s @ The Movies! [Martes y Jueves][2]: Transmite canciones que salen en películas de los 90.
- Saturday Night Party! [Sábados][2]: Transmite canciones mayormente pop, house, eurodance, etc.
- Dance Megamix! [Sábados][2] (Anteriormente conocido como "90s Dance Anthems" y luego como "Dance Megamix! 90-99"): Transmite canciones mayormente techno, house, eurodance, trance, etc.
- The Power Of 90s Love [Domingos][2] (Anteriormente conocido como "Truly, Madly, Deeply... 90s Love!" y luego como "90s in Love!"): Transmite canciones románticas como baladas.

### Programación inglesa
A diferencia de la programación de la señal internacional, la señal inglesa posee diferentes programas, aunque prácticamente transmiten el mismo contenido, pero basándose en el chart inglés; además de contener anuncios cada tres o cuatro canciones.
- Non-Stop 90s Hits! (Todos los días): Transmite varias canciones de los 90 de distintos géneros. A diferencia de los otros programas, este no rota y es permanente.
- Pop Goes The 90s! (Todos los días, en rotación): Transmite canciones de pop. Se transmite 2 semanas (en la mañana y en la noche) y entra en rotación por 2 semanas más.
- 90s: The Decade Of Dance! (Todos los días, en rotación): Transmite canciones del género dance, de los cuales destacan el rave, house, trance, eurodance, garage, entre otros.
- Classic R&B & Hip Hop! (Todos los días, en rotación): Transmite canciones de los géneros r&b, rap, hip hop, etc.
- Guitar Hits & Indie Anthems! (Todos los días, en rotación): Transmite canciones de varios géneros considerados alternativos, como por ejemplo el rock, metal, grunge, britpop, madchester, etc.

Debido a lo extensa que es la programación de la señal inglesa, se puede ver más del tema aquí.

### Programación temática

#### Día de Año Nuevo
- It's A 90s New Year's Party!
- Happy New Year from MTV 90s!

### Tops

#### Top 50
- Top Hits Of 1990 - 1999: Los mejores éxitos desde 1990 hasta 1999 (El top puede variar según la señal de TV)
- Encore 50 Fois: 90s Eurodance Hits! (A veces conocido como Top 50 Eurodance Hits!): Los más grandes éxitos del eurodance.

### Antigua programación
- Never Forget The 90s!
- Ain't No Party like a 90s Party!
- MTV's Sounds Of 1990 - 1999!